# Haiz
Haiz é o extended play (EP) de estréia da atriz e cantora americana Hailee Steinfeld. Foi lançado pela Republic Records em 13 de Novembro de 2015. O EP foi precedido pelo single, "Love Myself", que atingiu o top 40 em várias paradas de singles internacionais. O segundo single, "Rock Bottom", com a participação da banda DNCE foi lançado em 27 de fevereiro de 2016.
O EP recebeu críticas positivas após o lançamento e alcançou um sucesso comercial modesto na América do Norte. Críticos descreveram o registro como "divertido", mas com falta de personalidade. Debutou na 38 posição no Canadian Albums Chart e em 57 nos EUA na Billboard 200.

## Antecedentes
Em 2015, Steinfeld estrelou Emily Junk, no filme de comédia e musical Pitch Perfect 2, onde ela estreou suas aspirações musicais. Ela também lançou uma cover acústico de "Flashlight", uma canção do filme, interpretada por Jessie J na trilha sonora.
 Uma semana após a estréia do filme , Steinfeld anunciou que tinha assinado um contrato com a gravadora Republic Records e planejava lançar um single naquele verão. Mattman & Robin , Captain Cuts, Harvey Mason, Jr., e The Futuristics foram todos nomeados como produtores do EP; Mattman & Robin também co-escreveram todas as quatro canções que acabaram no extended play. O título e data de lançamento de Haiz foram revelados pela revista Billboard em 2 de Novembro de 2015. Foi lançado em 13 de Novembro de 2015.
O EP foi re-lançado em 26 de Fevereiro de 2016 a versão solo original de "Rock Bottom"  foi substituida pelo remix com DNCE, esta versão recém-gravada servindo como segundo single do EP.
 Em 15 de Julho de 2016, foi re-lançado pela segunda vez para incluir o novo single, "Starving" , como faixa bônus .

## Singles
"Love Myself" foi lançado em 7 de agosto de 2015 , como o primeiro single de Haiz A canção ganhou a atenção da mídia pela sua mensagem, e pela letra sugestiva que evocam a masturbação. Estreou no chart da Billboard Pop Songs no número 27, marcando a maior estréia de uma artista solo feminina na parada desde "Torn" que estreiou no número 26 em 1998, por fim a canção chegou na posição de pico de número 15.  A canção também chegou ao número 30 na Billboard Hot 100 e atingiu o top 40 nas paradas de singles em outros seis países, incluindo Canadá, Nova Zelândia e Suécia.
"Rock Bottom" foi lançado como o segundo single do EP em 27 de Fevereiro de 2016, como um remix com a participação da banda DNCE .Semanas antes do lançamento do EP ,"Hell Nos and Headphones" estava sendo apresentado como o segundo single do EP, mas "You're Such A" foi selecionado no lugar. Por fim, nenhuma das duas músicas foi escolhida como single.

## Alinhamento de faixas
| Primeiro lançamento |                           | |         |  |
| N.º                 | Título                    | Compositor(es)                                                                                     | Duração |  |
| 1.                  | "Love Myself"             | Mattias Larsson, Robin Fredriksson, Oscar Holter, Julia Michaels, Justin Tranter, Hailee Steinfeld | 3:38    |  |
| 2.                  | "You're Such A"           | Larsson, Fredriksson, Michaels, Tranter                                                            | 3:36    |  |
| 3.                  | "Rock Bottom"             | Larsson, Fredriksson, Michaels, Tranter                                                            | 3:18    |  |
| 4.                  | "Hell Nos and Headphones" | Larsson, Fredriksson, Michaels, Tranter                                                            | 3:50    |  |
| Duração total:      | Duração total:            | Duração total:                                                                                     | 14:22   |  |

| Re-lançamento  |                           |                                                           |                               |         |  |
| N.º            | Título                    | Compositor(es)                                            | Produtor(es)                  | Duração |  |
| 1.             | "Love Myself"             | Larsson, Fredriksson, Michaels, Tranter,Holter, Steinfeld | Mattman & Robin, Oscar Holter | 3:38    |  |
| 2.             | "You're Such A"           | Larsson, Fredriksson, Michaels, Tranter                   | Mattman & Robin               | 3:36    |  |
| 3.             | "Rock Bottom" (com DNCE)  | Larsson, Fredriksson, Michaels, Tranter                   | Mattman & Robin               | 3:18    |  |
| 4.             | "Hell Nos and Headphones" | Larsson, Fredriksson, Michaels, Tranter                   | Mattman & Robin               | 3:50    |  |
| 5.             | "Rock Bottom"             | Larsson, Fredriksson, Michaels, Tranter                   | Mattman & Robin               | 3:18    |  |
| Duração total: | Duração total:            | Duração total:                                            | Duração total:                | 20:41   |  |

| Versão Japonesa |                                                |                                                                                          |                               |         |  |
| N.º             | Título                                         | Compositor(es)                                                                           | Produtor(es)                  | Duração |  |
| 1.              | "Love Myself"                                  | Larsson, Fredriksson, Michaels, Tranter, Holter, Steinfeld                               | Mattman & Robin, Oscar Holter | 3:38    |  |
| 2.              | "You're Such A"                                | Larsson, Fredriksson, Michaels, Tranter                                                  | Mattman & Robin               | 3:36    |  |
| 3.              | "Rock Bottom" (com DNCE)                       | Larsson, Fredriksson, Michaels, Tranter                                                  | Mattman & Robin               | 3:18    |  |
| 4.              | "Hell Nos and Headphones"                      | Larsson, Fredriksson, Michaels, Tranter                                                  | Mattman & Robin               | 3:50    |  |
| 5.              | "Starving" (e Grey com Zedd)                   | Michael Trewartha, Kyle Trewartha, Robert McCurdy, Christopher Petrosino, Asia Whiteacre | Grey, Zedd                    | 3:01    |  |
| 6.              | "Rock Bottom"                                  | Larsson, Fredriksson, Michaels, Tranter                                                  | Mattman & Robin               | 3:18    |  |
| 7.              | "Let It Go" (James Bay Cover)                  | James Bay, Paul Barry                                                                    |                               | 3:59    |  |
| 8.              | "Love Myself" (Acústico)                       | Larsson, Fredriksson, Michaels, Tranter, Holter, Steinfeld                               |                               | 2:42    |  |
| 9.              | "Hell Nos and Headphones" (Acústico)           | Larsson, Fredriksson, Michaels, Tranter                                                  |                               | 2:47    |  |
| 10.             | "Fragile" (Prince Fox com Hailee Steinfeld)    | Jordan Palmer,Aaron Jennings,Sam Lassner,Jordan Humphries                                |                               | 3:36    |  |
| 11.             | "Flashlight" (Sweet Life Mix)                  | Sia Furler, Christian Guzman, Jason Moore, Sam Smith                                     |                               | 2:58    |  |
| 12.             | "Love Myself" (Toy Armada & DJ GRIND Club Mix) | Larsson, Fredriksson, Michaels, Tranter, Holter, Steinfeld                               | Mattman & Robin, Oscar Holter | 6:11    |  |

## Desempenho nas tabelas musicais
| Tabela musical (2015)          | Melhor posição |
| ------------------------------ | -------------- |
| Canadá (Canadian Albums Chart) | 38             |
| Estados Unidos (Billboard 200) | 57             |

## Histórico de lançamento
| País  | Data                    | Formato                     | Gravadora |
| ----- | ----------------------- | --------------------------- | --------- |
| Mundo | 13 de Dezembro de 2015  | Download digital, streaming | Republic  |
| Mundo | 27 de Fevereiro de 2016 | Download digital, streaming | Republic  |
| Mundo | 15 de Julho de 2016     | Download digital, streaming | Republic  |
| Japão | 19 de Agosto de 2016    | Download digital            | Republic  |